# SV Meppen/Namen und Zahlen
Dieser Artikel dient der Darstellung bedeutender Statistiken des Fußballclubs SV Meppen, für die im Hauptartikel nur wenig Platz ist. An wichtigen Stellen wird dort auf einzelne Abschnitte dieser Datensammlung verlinkt.

## Bedeutende Spiele

### DFB-Pokalsieg über Eintracht Frankfurt
| SV Meppen – Eintracht Frankfurt 6:1 (3:1) | |
| Austragungsort                            | Emslandstadion, Meppen, 31. August 1996, 10.000 Zuschauer |
| Aufstellung                               | Stefan Brasas, Thomas Böttche (35. Bernd Winter), Bernd Deters (64. Karsten Imort), Eckhard Vorholt, Carsten Marell, Damir Bujan, Manfred Schulte, Marko-Olavi Myyry, Andreas Helmer, Alexander Ukrow (35. Mario Lau), Christian Claaßen |
| Trainer                                   | Paul Linz |
| Tore                                      | 1:0 Ukrow (1.), 2:0 Helmer (5.), 2:1 Ekström (17.), 3:1 Claaßen (37.), 4:1 Lau (48.), 5:1 Bujan (58.), 6:1 Winter (59.) |

### 6:7-Niederlage beim 1. FC Kaiserslautern
| 1. FC Kaiserslautern – SV Meppen 7:6 (6:2) | |
| Austragungsort                             | Fritz-Walter-Stadion, Kaiserslautern, 11. Juni 1997, 38.000 Zuschauer |
| Aufstellung                                | Stefan Brasas, Bernd Deters, Thomas Böttche, Eckhard Vorholt (48. Thomas Kluge), Michael Prus, Andreas Helmer, Zbigniew Szewczyk, Marko-Olavi Myyry, Robert Thoben (46. Damir Bujan), Alexander Ukrow (29. Karsten Imort), Christian Claaßen |
| Trainer                                    | Paul Linz |
| Tore                                       | 1:0 Marschall (2.), 2:0 Marschall (16.), 3:0 Wegmann (18.), 4:0 Riedl (21.), 4:1 Claaßen (35.), 5:1 Riedl (37.), 5:2 Thoben (40.), 6:2 Rische (45.), 6:3 Myyry (70.), 7:3 Roos (73.), 7:4 Kluge (79.), 7:5 Bujan (84.), 7:6 Claaßen (88.)    |

### Aufstiegsrunde zur 3. Liga
Die Spiele zum Aufstieg in die 3. Liga
| SV Waldhof Mannheim – SV Meppen 0:0 | |
| Austragungsort                      | Carl-Benz-Stadion, Mannheim, 28. Mai 2017, 24.186 Zuschauer |
| Aufstellung                         | Benjamin Gommert, David Vržogić, Jovan Vidović, Marcel Gebers, Janik Jesgarzewski, Patrick Posipal, Thilo Leugers, Mirco Born, Martin Wagner, Marius Kleinsorge (67. Jens Robben), Francky Sembolo (73. Max Kremer) |
| Trainer                             | Christian Neidhart |
| Bes. Vorkommnisse                   | Wagner (45+1. gelb-rote Karte), Nennhuber (85. Rote Karte) |

| SV Meppen – SV Waldhof Mannheim 4:3 n. E. (0:0) | |
| Austragungsort                                  | Hänsch-Arena, Meppen, 31. Mai 2017, 13.815 Zuschauer |
| Aufstellung                                     | Benjamin Gommert, David Vržogić, Jovan Vidović, Dennis Geiger, Janik Jesgarzewski, Marcel Gebers, Thilo Leugers (68. Max Kremer), Mirco Born, Patrick Posipal, Marius Kleinsorge, Francky Sembolo (78. Thorben Deters) |
| Trainer                                         | Christian Neidhart |
| Tore                                            | 1:0 Kremer, 1:1 Korte, 2:1 Posipal, 2:2 Amin, 3:2 Vidović, 3:3 Tüting, 4:3 Born |

## DFB-Pokalspiele
| Jahr      | Runde        | Paarung                        | Ergebnis  |
| 1976/77   | 1            | SVM – Rot-Weiss Essen          | 2:3 n. V. |
| 1979/80   | 1            | 1. FC Kaiserslautern Am. – SVM | 3:1       |
| 1986/87   | 1            | SVM – MSV Duisburg             | 1:2       |
| 1988/89   | 1            | Bayer Uerdingen                | 1:2       |
| 1989/90   | 1            | 1. FC Saarbrücken – SVM        | 3:1       |
| 1990/91   | 1            | SV Ludweiler-Warndt – SVM      | 0:3       |
| 1990/91   | 2            | SVM – SV Waldhof Mannheim      | 2:0       |
| 1990/91   | Achtelfinale | 1. FC Köln – SVM               | 1:0       |
| 1991/92   | 1            | Karlsruher SC Am. – SVM        | 1:0       |
| 1992/93   | 1            | Freilos                        | Freilos   |
| 1992/93   | 2            | Fortuna Köln                   | 0:1       |
| 1992/93   | 3            | SVM – Hertha BSC               | 2:4 n. V. |
| 1993/94   | 1            | Freilos                        | Freilos   |
| 1993/94   | 2            | Kickers Offenbach – SVM        | 4:2 n. V. |
| 1994/95   | 1            | SVM – Dynamo Dresden           | 1:0       |
| 1995/96   | 1            | Energie Cottbus – SVM          | 1:2       |
| 1995/96   | 2            | 1. FC Nürnberg – SVM           | 2:1       |
| 1996/97   | 1            | SSV Vorsfelde – SVM            | 0:2       |
| 1996/97   | 2            | SVM – Eintracht Frankfurt      | 6:1       |
| 1996/97   | Achtelfinale | SC Freiburg – SVM              | 2:1       |
| 1997/98   | 1            | Reinickendorfer Füchse – SVM   | 0:2       |
| 1997/98   | 2            | SVM – Stuttgarter Kickers      | 4:1       |
| 1997/98   | Achtelfinale | SVM – KFC Uerdingen 05         | 0:2       |
| 1998/99   | 1            | SVM – FC St. Pauli             | 0:1       |
| 1999/2000 | 1            | Freilos                        | Freilos   |
| 1999/2000 | 2            | SVM – Kickers Offenbach        | 2:1       |
| 1999/2000 | 3            | SVM – FC Bayern München        | 1:4       |
| 2015/16   | 1            | SVM – 1. FC Köln               | 0:4       |
| 2021/22   | 1            | SVM – Hertha BSC               | 0:1       |

## Rekordspiele seit 1961

### Die höchsten Heimsiege
| Ergebnis | Gegner            | Datum/Saison | Liga                               |
| -------- | ----------------- | ------------ | ---------------------------------- |
| 11:1     | VfL Germania Leer | 1963/64      | Amateuroberliga Niedersachsen-West |
| 9:2      | VfV Hildesheim    | 1968/69      | Landesliga Niedersachsen           |
| 7:0      | SSV Delmenhorst   | 1963/64      | Amateuroberliga Niedersachsen-West |
| 7:0      | SpVgg Bad Pyrmont | 1976/77      | Oberliga Nord                      |
| 7:0      | FC Schüttorf 09   | 1978/79      | Landesliga Niedersachsen           |
| 7:0      | Arminia Hannover  | 1984/85      | Oberliga Nord                      |
| 7:0      | VfL Wolfsburg     | 1985/86      | Oberliga Nord                      |

### Die höchsten Auswärtssiege
| Ergebnis | Gegner                 | Datum/Saison      | Liga                               |
| -------- | ---------------------- | ----------------- | ---------------------------------- |
| 10:1     | Germania Wilhelmshaven | 1963/64           | Amateuroberliga Niedersachsen-West |
| 8:1      | FT Eider Büdelsdorf    | 20. November 2004 | Oberliga Nord                      |
| 7:0      | FC Schüttorf 09        | 1978/79           | Landesliga Niedersachsen           |
| 7:0      | VfL Oldenburg          | 14. August 2009   | Oberliga Niedersachsen-West        |
| 7:1      | Eintracht Osnabrück    | 1965/66           | Landesliga Niedersachsen           |

### Die höchsten Heimniederlagen
| Ergebnis | Gegner               | Datum/Saison  | Liga                     |
| -------- | -------------------- | ------------- | ------------------------ |
| 0:6      | Hannover 96 Am.      | 1965/66       | Landesliga Niedersachsen |
| 1:6      | SV Atlas Delmenhorst | 1979/80       | Oberliga Nord            |
| 0:5      | SC Freiburg          | 3. April 1998 | 2. Bundesliga            |

### Die höchsten Auswärtsniederlagen
| Ergebnis | Gegner                 | Datum/Saison      | Liga                          |
| -------- | ---------------------- | ----------------- | ----------------------------- |
| 1:9      | HSV Barmbek-Uhlenhorst | 1970/71           | Regionalliga Nord             |
| 1:7      | Wilhelmshaven 05       | 1967/68           | Landesliga Niedersachsen      |
| 1:6      | TuS Haste 01           | 1965/66           | Landesliga Niedersachsen      |
| 1:6      | Eintracht Nordhorn     | 5. September 2003 | Oberliga Niedersachsen/Bremen |
| 1:6      | SC Freiburg            | 17. Mai 1990      | 2. Bundesliga                 |
| 0:5      | VfB Oldenburg          | 11. April 2010    | Oberliga Niedersachsen-West   |
| 0:5      | FC 08 Homburg          | 9. April 1994     | 2. Bundesliga                 |
| 0:5      | Eintracht Braunschweig | 12. Februar 2000  | Regionalliga Nord             |
| 0:5      | Kickers Emden          | 13. April 1999    | Regionalliga Nord             |